# Dwustosunek
Dwustosunek (stosunek anharmoniczny) czterech współliniowych punktów – funkcja postaci:
{\displaystyle (A,B;C,D)\to {\frac {A^{*}-C^{*}}{A^{*}-D^{*}}}\cdot {\frac {B^{*}-D^{*}}{B^{*}-C^{*}}},}
gdzie punkty A, B, C, D spełniają {\displaystyle A\neq D,B\neq C}
oraz {\displaystyle X^{*}} jest współrzędną punktu X w układzie współrzędnych na danej prostej. Jest to podstawowe pojęcie geometrii rzutowej.
Jak widać, powyższa definicja zakłada istnienie układu współrzędnych na rozpatrywanej prostej.
Jeśli dwustosunek stosujemy na płaszczyźnie euklidesowej to wystarczy zbudować dowolny kartezjański układ współrzędnych wykorzystując relację przystawania i relację prostopadłości. Jeśli stosujemy go na płaszczyźnie rzutowej to trzeba zbudować jakiś rzutowy układ współrzędnych wykorzystując relację harmoniczności punktów rzutowych
Wybór układu współrzędnych z wielu możliwych nie wpływa na wartość dwustosunku.

## Własności arytmetyczne dwustosunku
1. {\displaystyle (A,B;C,D)=(C,D;A,B),}
2. {\displaystyle (A,B;C,D)\cdot (A,B;D,C)=1,}
3. {\displaystyle (A,B;C,D)+(A,C;B,D)=1,}
4. {\displaystyle (A,B;C,D)\cdot (A,B;D,E)=(A,B;C,E),}
5. {\displaystyle \forall (A,B,C\in p)\forall (z\in R)\exists (D\in p):(A,B;C,D)=z,} ({\displaystyle p} oznacza prostą, {\displaystyle R} jest ciałem liczbowym).

W niektórych ujęciach powyższe własności dołączane są do aksjomatyki 2-wymiarowej geometrii rzutowej jako aksjomaty opisujące pierwotną funkcję dwustosunku.
Ponadto
1. {\displaystyle A=C\vee B=D\Rightarrow (A,B;C,D)=0,}
2. {\displaystyle A=B\vee C=D\Rightarrow (A,B;C,D)=1,}
3. {\displaystyle A\to D\vee B\to C\Rightarrow (A,B;C,D)\to \infty .}

## Rzutowy charakter dwustosunku
Ostatni przykład z poprzedniej sekcji pokazuje, że w istocie dwustosunek jest funkcją o wartościach w zbiorze {\displaystyle R\cup \{\infty \}.} Zbiór ten można rozumieć jako zbiór liczb rzeczywistych domknięty do okręgu punktem w nieskończoności. Omawiana własność w symbolicznym zapisie przybierze postać:
{\displaystyle A=D\vee B=C\Rightarrow (A,B;C,D)=\infty .}
Taki punkt widzenia można poszerzyć uwzględniając, że w każdym rzeczywistym modelu płaszczyzny(przestrzeni) rzutowej proste są homeomorficzne z okręgiem i tzw. punkty w nieskończoności są tak samo „dobrymi” punktami jak pozostałe, a ich wyjątkowość wynika jedynie z wybranego układu współrzędnych. Inaczej mówiąc, dopuszcza się, aby niektóre z punktów były punktami w nieskończoności:
1. {\displaystyle (A,B;C,\infty )={\frac {A^{*}-C^{*}}{B^{*}-C^{*}}}} (stosunek podziału odcinka),
2. {\displaystyle (A,\infty ;C,\infty )=0,}
3. {\displaystyle (\infty ,B;C,\infty )=\infty .}

## Znak dwustosunku a relacja rozdzielania

Punkty A,B nie rozdzielają punktów C,D. Jednocześnie punkty A,C rozdzielają punkty B,D.

Na prostej rzutowej homeomorficznej z okręgiem zamiast nieprzydatnej relacji leżenia między stosuje się relację rozdzielania, która umożliwia wyróżnienie jednego z dwóch wnętrz odcinka, a przez to zdefiniowanie topologii na prostej rzutowej. W niektórych aksjomatykach rozdzielanie wprowadzane jest jako pojęcie pierwotne.
Zachodzi ważna zależność:
- Jeśli para punktów {\displaystyle A,B} rozdziela parę punktów {\displaystyle C,D} to {\displaystyle (A,B;C,D)<0,}
- Jeśli para punktów {\displaystyle A,B} nie rozdziela pary punktów {\displaystyle C,D} to {\displaystyle (A,B;C,D)>0.}

Szczególny przypadek rozdzielania punktów C,D przez punkty A,B zachodzi, gdy
{\displaystyle (A,B;C,D)=-1.}
W pewnym rzutowym układzie współrzędnych odpowiada to punktom o współrzędnych {\displaystyle 1,-1,0,\infty } bowiem
{\displaystyle {\frac {1-0}{1-\infty }}\cdot {\frac {-1-\infty }{-1-0}}\to -1.}
Z samej zasady konstruowania takiego układu wynika, że punkty o tych współrzędnych mogą być wyznaczone przy użyciu czworokąta zupełnego – o punktach takich mówi się wtedy, że tworzą czwórkę harmoniczną lub że rozdzielają się harmonicznie.

## Dwustosunek jako niezmiennik przekształceń rzutowych
Dwustosunek jest najprostszą funkcją metryczną będącą niezmiennikiem przekształceń rzutowych. Albo odwrotnie – dwustosunek jest niezmiennikiem dowolnych przekształceń płaszczyzny z przekształceniami rzutowymi włącznie.
Znaczenie tego niezmiennika na tle innych niezmienników ilustruje poniższa tabela (za):
| Niezmiennik               | Największa grupa przekształceń zachowująca niezmiennik |
| ------------------------- | ------------------------------------------------------ |
| Odległość między punktami | izometrie                                              |
| Miara kąta w trójkącie    | podobieństwa                                           |
| Stosunek podziału odcinka | przekształcenia afiniczne                              |
| Dwustosunek               | przekształcenia rzutowe                                |

Z zestawienia widać, że stosunek podziału odcinka na ogół zmienia się przy przekształceniach rzutowych. Tymczasem dwa różne stosunki podziału (stąd „dwustosunek”) tego samego odcinka zmieniają się proporcjonalnie do siebie. Czyli ich iloraz jest stały:
{\displaystyle (A,B;C,D)={\frac {\;{\frac {A^{*}-C^{*}}{A^{*}-D^{*}}}\;}{\;{\frac {B^{*}-C^{*}}{B^{*}-D^{*}}}\;}}.}
Tutaj w liczniku i w mianowniku mamy dwa różne podziały odcinka {\displaystyle CD,} w liczniku punktem {\displaystyle A,} w mianowniku punktem {\displaystyle B.}
Niezmienniczość dwustosunku względem przekształceń rzutowych można dość łatwo wykazać przy użyciu funkcji homograficznej
{\displaystyle u(z)={\frac {pz+q}{rz+s}},}
gdzie {\displaystyle ps-qr\neq 0.}
Funkcja homograficzna jest bowiem analityczną postacią dowolnego przekształcenia rzutowego na prostej, na której określono jakiś układ współrzędnych.
Określamy funkcję {\displaystyle X\to f(X),} przypisującą punktowi {\displaystyle X} o współrzędnej {\displaystyle X^{*}} punkt {\displaystyle f(X)} o współrzędnej
{\displaystyle f^{*}(X^{*})={\frac {pX^{*}+q}{rX^{*}+s}}}
dla pewnych p,q,r,s {\displaystyle ps-qr\neq 0.}
Wówczas
{\displaystyle (f(A),f(B);f(C),f(D))=(A,B;C,D),}
bowiem, co rachunkowo łatwo sprawdzić
{\displaystyle {\frac {f^{*}(A^{*})-f^{*}(C^{*})}{f^{*}(A^{*})-f^{*}(D^{*})}}\cdot {\frac {f^{*}(B^{*})-f^{*}(D^{*})}{f^{*}(B^{*})-f^{*}(C^{*})}}={\frac {A^{*}-C^{*}}{A^{*}-D^{*}}}\cdot {\frac {B^{*}-D^{*}}{B^{*}-C^{*}}}.}

## Dwustosunek w modelu Kleina geometrii hiperbolicznej
Ciekawym zastosowaniem dwustosunku jest definicja odległości dwóch punktów w modelu Kleina geometrii hiperbolicznej.
Jeśli {\displaystyle a,b} są punktami płaszczyzny hiperbolicznej, {\displaystyle p,q} są punktami przecięcia {\displaystyle pr(a,b)} z horyzontem to:
{\displaystyle \rho (a,b)=|\ln(a,b;p,q)|.}
Ponieważ {\displaystyle a,b} nigdy nie rozdzielają {\displaystyle p,q} więc dla {\displaystyle a\neq b} zachodzi {\displaystyle (a,b;p,q)>0,} tzn. {\displaystyle \rho (a,b)} jest zawsze określona i dodatnia.
Z wyżej omówionych arytmetycznych własności dwustosunku (oraz własności funkcji ln) natychmiast dostajemy:
- {\displaystyle \rho (a,a)=0}
- {\displaystyle \rho (a,b)=\rho (b,a)}
- jeśli {\displaystyle a,b,c} są współliniowe i {\displaystyle b} leży między {\displaystyle a,c} to {\displaystyle \rho (a,c)=\rho (a,b)+\rho (b,c)}

Nieco trudniejszy jest dowód własności:
- izometria zachowuje wartość {\displaystyle \rho }

tutaj izometrie rozkłada się na symetrie osiowe, a te realizuje się za pomocą pewnej kolineacji środkowej, w której środek jest biegunem osi symetrii względem kołowego horyzontu. A skoro kolineacje jako przekształcenia rzutowe zachowują dwustosunek więc zachowują wartość {\displaystyle \rho .}
Wymienione cztery własności funkcji {\displaystyle \rho } gwarantują, że funkcja {\displaystyle \rho } jest miarą w modelu Kleina.

## Dwustosunek pęku prostych
Jeśli pęk czterech prostych przetniemy dwiema różnymi prostymi (nieprzechodzącymi przez środek pęku), to każda z tych dwóch prostych wyznaczy po cztery punkty przecięcia z prostymi pęku. Jedna z tych czwórek punktów tj. {\displaystyle A',B',C',D'} jest w oczywisty sposób obrazem pierwszej czwórki {\displaystyle A,B,C,D} w pewnej kolineacji środkowej. Oznacza to, że {\displaystyle (A,B;C,D)=(A'B';C'D').} Ponieważ dwustosunek nie zależy od wyboru tych prostych jest on więc stały dla pęku prostych. I można go przyjąć jako definicję dwustosunku pęku czterech prostych:
Dwustosunek pęku czterech prostych jest dwustosunkiem odpowiednich czterech punktów otrzymanych z przecięcia tego pęku przez dowolną prostą nieprzechodzącą przez środek pęku.
Konfiguracja dualna składa się z dwóch pęków prostych {\displaystyle a,b,c,d} oraz {\displaystyle a',b',c',d'} i z prostej przecinającej oba pęki w punktach przecięcia się odpowiednich prostych obu pęków.
Zgodnie z powyższą definicją dwustosunku pęku prostych oba pęki mają identyczny dwustosunek.
Na płaszczyźnie euklidesowej dwustosunek pęku czterech prostych można wyliczyć wprost z następującego wzoru:
{\displaystyle {\frac {\sin(\alpha -\gamma )}{\sin(\alpha -\delta )}}\cdot {\frac {\sin(\beta -\delta )}{\sin(\beta -\gamma )}}}
gdzie {\displaystyle \alpha ,\beta ,\gamma ,\delta } są współrzędnymi kątowymi wybranych półprostych z prostych pęku.
Wybór początku układu biegunowego ani wybór jednej z dwóch możliwych półprostych na każdej prostej pęku nie wpływa na wartość powyższego wyrażenia.
Poprawność powyższego wzoru (tj. zgodność z definicją dwustosunku pęku prostych) łatwo udowodnić stosując np. twierdzenie sinusów.
Uwaga:
Na płaszczyźnie rzutowej zastosowanie ostatniego wzoru wymaga uprzedniego zmetryzowania płaszczyzny, co pozwoli na wprowadzenie pojęcia kąta a tym samym biegunowego układu współrzędnych.